# سيد هاو
سيد هاو هو لاعب هوكي الجليد كندي، ولد في 18 سبتمبر 1911 في أوتاوا في كندا، وتوفي في 20 مايو 1976.

## وصلات خارجية
- سيد هاو على موقع دوري الهوكي الوطني (الإنجليزية)
- سيد هاو على موقع EliteProspects.com (الإنجليزية)
- سيد هاو على موقع HockeyDB.com (الإنجليزية)
- سيد هاو على موقع Hockey-Reference.com (الإنجليزية)